# Ekonomicko-správní fakulta Masarykovy univerzity
Ekonomicko-správní fakulta Masarykovy univerzity (ECON MUNI) je fakulta zaměřená na ekonomii, ekonomické informační systémy, finanční podnikání, hospodářskou politiku a management, národní a podnikové hospodářství, regionální rozvoj a správu, a je součástí Masarykovy univerzity. 
Založení fakulty schválil akademický senát Masarykovy univerzity na podzim roku 1990, samotná fakulta pak byla zřízena k 1. lednu 1991 jako v pořadí sedmá fakulta MU a první polistopadová. Výuka byla zahájena v září 1991. Je tvořena pěti katedrami, které poskytují bakalářské, navazující magisterské a doktorské studijní programy v prezenční formě pro více než dva tisíce studentů. Fakulta nabízí také program celoživotního vzdělávání. Studenti mají možnost absolvovat část svého studia v zahraničí a získat tam i druhý diplom.
Po několika stěhováních dnes sídlí ve vlastní budově z roku 1998 v brněnských Pisárkách na Lipové ulici.

## Budova
Původní sídlo měla fakulta na Zelném trhu v centru Brna v budově bývalé Cyrilometodějské záložny, postavené v roce 1882. V budově sídlila do té doby Právnická fakulta, která se v roce 1990 přestěhovala do své původní budovy na ulici Veveří. Protože kapacita budovy nedostačovala, fakulta přesídlila na dva roky do pronajaté budovy Vysokého učení technického v Brně na Antonínské ulici také v centru města.
V současnosti využívá fakulta budovu na rohu ulic Lipová a Vinařská za brněnským výstavištěm, v blízkosti rozsáhlých kolejí a menzy Vinařská, kde sídlí také Správa kolejí a menz Masarykovy univerzity.
Základní kámen nové budovy byl položen 14. října 1996 za přítomnosti tehdejšího ministra školství Ivana Pilipa a rektora Eduarda Schmidta. Slavnostně byla fakulta otevřena 18. června 1998. Před budovou stojí Plastika pro bazén podle návrhu Vincence Makovského.
Součástí budovy je také Středisko vědeckých informací s rozsáhlým knižním fondem a přístupem do řady mezinárodních databází.

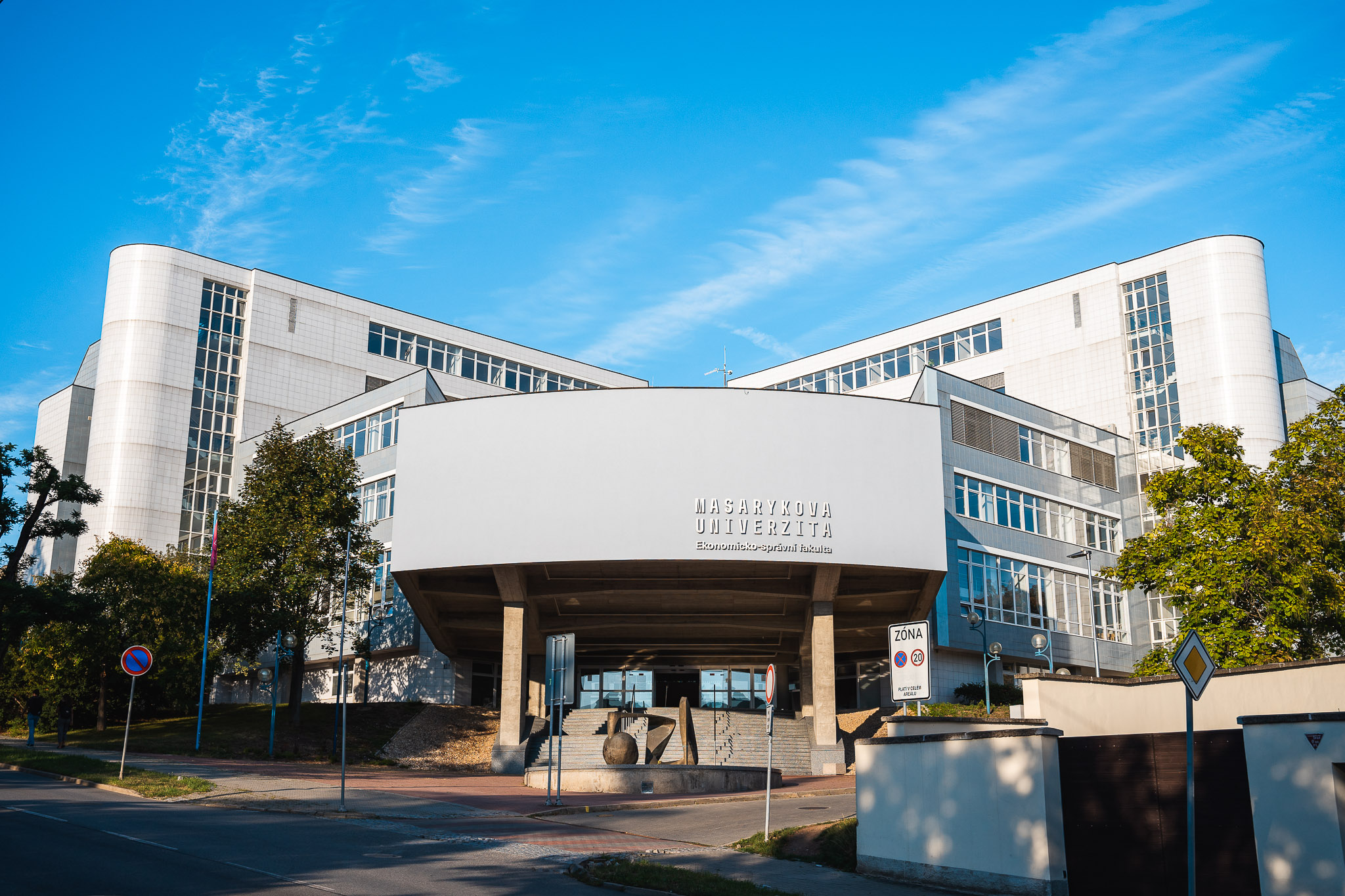
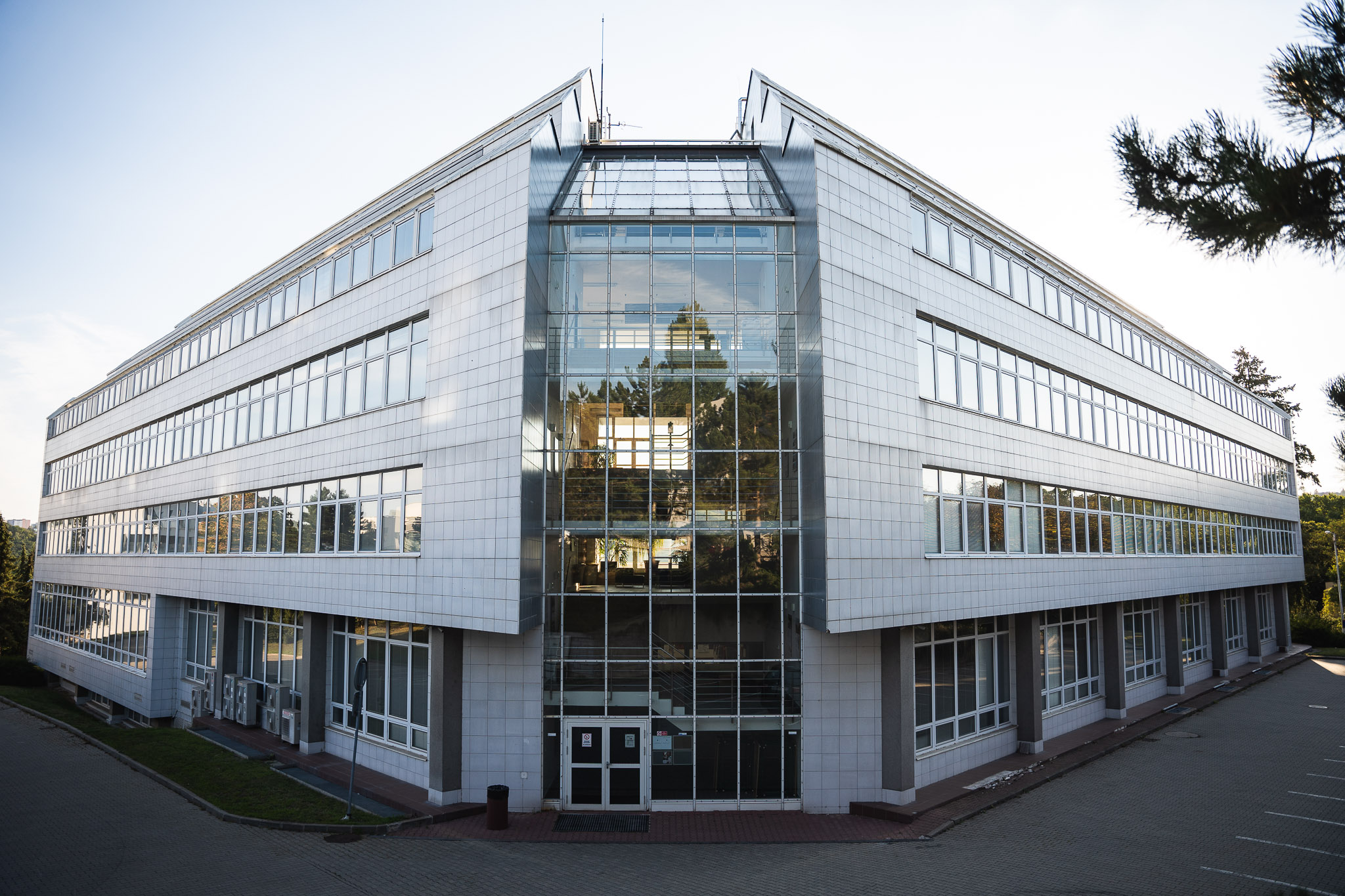
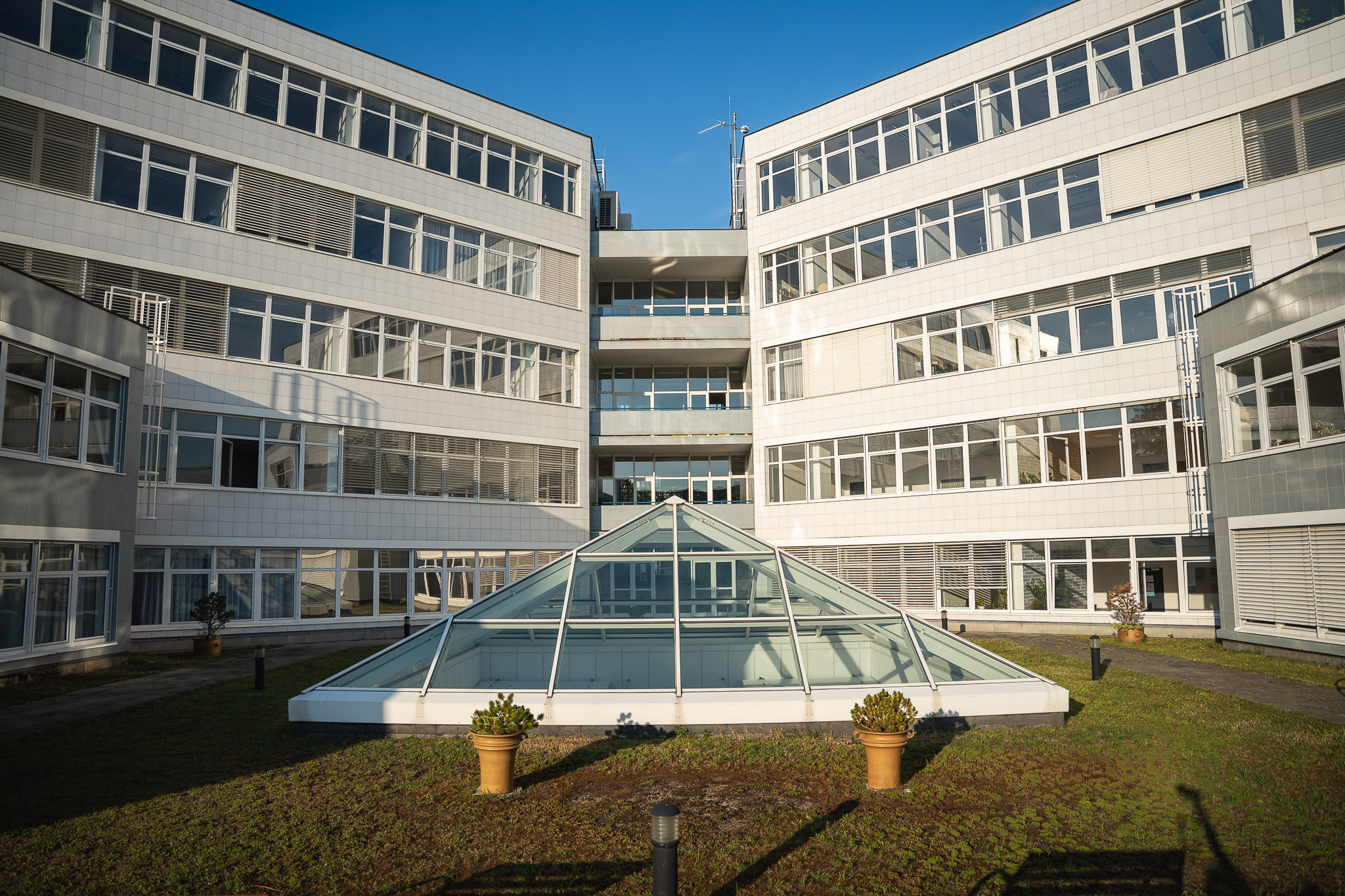
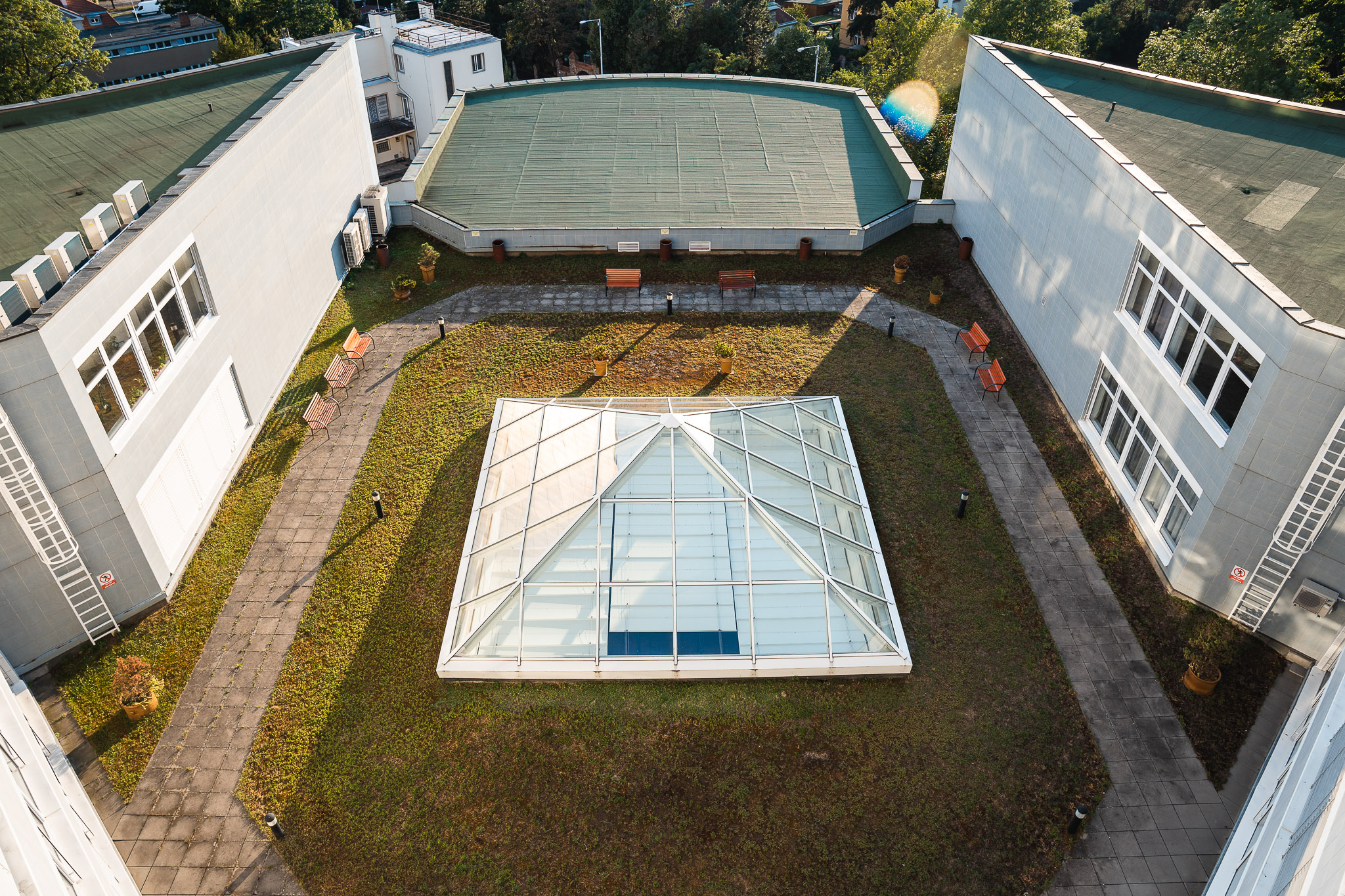

## Děkanát
V čele fakulty stojí děkan, který jejím jménem jedná a rozhoduje. Děkana na návrh fakultního akademického senátu jmenuje a odvolává rektor univerzity. Funkční období děkana je čtyřleté a stejná osoba může být děkanem nejvýše dvakrát v řadě. Děkan jmenuje a odvolává proděkany a rozhoduje o jejich činnosti a počtu.
Děkanát fakulty je tvořen následujícími odděleními:
- Ekonomické oddělení
- Oddělení vnějších vztahů
- Oddělení výzkumu a projektů
- Personální oddělení
- Sekretariát
- Studijní oddělení
- Zahraniční oddělení

## Symboly fakulty

### Logo a barva
Znak fakulty obsahuje symboly hospodářství, obchodu a správy. Ve středu znaku je Merkurova hůl, nazývaná Caduceus. Okolo ní se obtáčejí dva hadi. Merkur, římský bůh, byl patronem obchodu, obchodníků a cest. Hůl s hady kříží maršálská hůl, která symbolizuje řízení a správu světských věcí. Dominantou loga je průčelí antického chrámu. Jeho význam může být různý – jako znak vzdělanosti podle symbolu chrámu Athény, nebo jako symbol instituce, nebo jako symbol ekonomické vědy obecně. V roce 2008 došlo k výraznému zjednodušení loga se zachováním všech jeho symbolických prvků.
Původní barvou fakulty byla zlatá, později hnědá (Pantone 1815 C). Od roku 2018 fakulta namísto loga upřednostňuje grafickou značku ECON MUNI dle jednotného vizuálního stylu Masarykovy univerzity vytvořeného studiem Najbrt. Barvou fakulty se tak stala růžová (Pantone 226 C/U).

### Insignie
Ekonomicko-správní fakulta používá při významných událostech, jako jsou slavnostní promoce, insignie. Na své medaili má portrét prvního rektora Masarykovy univerzity Karla Engliše. Na své druhé straně je motto „Výkonnost, Hospodárnost, Solidárnost“. Hlavici žezla tvoří motiv okřídlené přilby. Návrh řetězu i žezla vytvořil sochař Michal Vitanovský. Žezlo podle návrhu Vitanovského zhotovil sochař Pavel Filip. Své insignie užívá fakulta od listopadu 1995.

## Katedry a oddělení pro vzdělávání
- Katedra ekonomie
- Katedra financí
- Katedra podnikové ekonomiky a managementu
- Katedra regionální ekonomie
- Katedra veřejné ekonomie
- Oddělení aplikované matematiky a informatiky
- Oddělení právního vzdělávání

## Studijní programy
Ekonomicko-správní fakulta MU nabízí osm bakalářských studijních programů:
- Ekonomie
- Finance
- Finance a právo (probíhá souběžně na Ekonomicko-správní fakultě MU a na Právnické fakultě MU)
- Hospodářská politika
- Podniková ekonomika a management
- Podniková informatika (ve spolupráci s Fakultou informatiky MU)
- Regionální rozvoj a cestovní ruch
- Veřejná ekonomika a správa

Další dva bakalářské studijní programy jsou nabízeny v angličtině:
- Business Management and Finance
- Economics and Public Policy

Pro navazující magisterské studium nabízí deset studijních programů, které umožní i další specializace:
- Ekonomie
- Finance (specializace Finanční trhy, instituce a technologie, specializace Finanční řízení, účetnictví a daně)
- Finance a právo
- Hospodářská politika
- Hospodářská politika a mezinárodní vztahy
- Matematické a statistické metody v ekonomii
- Podniková ekonomika a management (specializace Podniková ekonomika a management, specializace Podniková informatika)
- Regionální rozvoj (specializace Projektový management, specializace Cestovní ruch)
- Veřejná správa (Administration publique)
- Veřejná ekonomika a správa

A navíc dalších šest navazujících magisterských studijních programů v angličtině:  
- Business Management
- Economics
- Finance
- Public Finance and Economics
- Public Administration (Administration publique)
- Regional Development and Tourism
- Applied Health Economics.

## Výzkum

### Výzkumná centra
Na fakultě působí několik vědeckých institutů – Institut pro dopravní ekonomii, geografii a politiku, Institute of Financial Complex Systems, Institut pro udržitelnost podnikání, Institut pro finanční trh, Institut veřejné správy, Institut pro udržitelnost a cirkularitu, Laboratoř experimentální ekonomie Masarykovy univerzity, Výzkumný institut pro inovace, Centrum pro výzkum neziskového sektoru, Institut cestovního ruchu a Institut pro zdravotní ekonomii, politiku a inovace (HEPII). 

### Konference
Fakulta rozvíjí své vědecké působení prostřednictvím organizování konferencí a výzkumných seminářů:
- Young Economists' Meeting[13]
- Mezinárodní kolokvium o regionálních vědách[14]
- Mezinárodní kolokvium o cestovním ruchu[15]
- Evropské finanční systémy[16]
- Current Trends in Public Sector Research[17]
- Dopravní ekonomie, geografie a politika[18]

### Výzkumné semináře
- Masaryk University Economic Seminars (MUES)[19]
- The Brno Epistemology and Social Ontology Group (BESOG)[20]

## Ocenění a certifikáty
Ekonomicko-správní fakulta MU obdržela od brněnské pobočky AIESEC ocenění Partnerská fakulta roku 2019. Fakulta je také držitelkou akreditace od mezinárodní asociace EAPAA pro obor Veřejná ekonomika a správa. Obor dle asociace splňuje mezinárodní požadavky kladené na studijní programy zaměřené na veřejnou správu. Fakulta je rovněž držitelkou akreditací ACA, ACCA, CFA pro obor Finance. Studenti získají dovednosti a praktické znalosti problematiky účetních, finančních či investičních specialistů uznávaných i v zahraničí. 